# Désir meurtrier (film, 1964)
Pour les articles homonymes, voir Désir meurtrier.
Pour plus de détails, voir Fiche technique et Distribution.
Désir meurtrier (赤い殺意, Akai satsui) est un film japonais réalisé par Shōhei Imamura, sorti en 1964.

## Synopsis
Dans le nord du Japon, Sadako, une jeune femme de la campagne, se débat pour vivre, maltraitée par son fils et par un mari infidèle qui lui refuse toute autonomie. Un soir, elle est violée par un cambrioleur. Alors qu’elle ressent de la honte, qu’elle pense à mettre fin à ses jours, son agresseur réapparaît.  L'homme est devenu amoureux d'elle et ne pense plus qu'à elle. Une passion naît entre eux. Sadako mesure alors l'enfermement familial auquel elle est condamnée quotidiennement,.

## Fiche technique
- Titre : Désir meurtrier
- Titre original : 赤い殺意 (Akai satsui?)
- Réalisation : Shōhei Imamura
- Scénario : Keiji Hasebe et Shinji Fujiwara
- Musique : Toshirō Mayuzumi
- Société de production : Nikkatsu
- Pays d'origine : Japon
- Langue : japonais
- Format : Noir et blanc - 2,35:1 - Mono
- Genre : Drame
- Durée : 150 minutes
- Date de sortie : Japon : 28 juin 1964

## Distribution
- Ranko Akagi : Tadae Takahashi
- Masumi Harukawa : Sadako Takahashi
- Haruo Itoga : Yasuo Tamura
- Yoshi Katō : Seizo Takahashi
- Tanie Kitabayashi : Kinu Takahashi
- Kazuo Kitamura : Seiichiro Takahashi
- Yūko Kusunoki : Yoshiko Masuda
- Seiji Miyaguchi : Genji Miyata
- Kō Nishimura : Koichi Takahashi
- Shōichi Ozawa : Kazuyuki Tamaru
- Taiji Tonoyama : musicien
- Shigeru Tsuyuguchi : Hiraoko